# Estación de Etxebarri (Metro de Bilbao)
Etxebarri es una estación a cielo abierto de las Líneas 1 y 2 del Metro de Bilbao e inaugurada el 8 de enero de 2005. Presta servicios al municipio homónimo.
La estación, cabecera de la Línea 1 y pasante de la Línea 2, cuenta con un aparcamiento disuasorio cuyo coste es de 0,70 €/día con tarifa bonificada (para tener derecho a esta tarifa bonificada, es imprescindible volver a la estación de Etxebarri en metro). En los primeros proyectos de la Línea 5, Etxebarri figuraba como la estación terminal de la nueva línea. Actualmente, dicha línea se concibe como una futurible expansión de la línea 3, por lo que la cabecera de la línea será Kukullaga, en el mismo municipio.
Esta estación es la única del tronco común no ubicada en el término municipal de Bilbao. Por ello, tiene el doble de frecuencia que el resto de las zonas 2 y 3. Esto se debe a que no hay cocheras en Bolueta, por lo que el la línea 1 tiene que llegar hasta el fondo de saco de Etxebarri antes de dar la vuelta.

## Accesos
La estación tiene un único acceso.
- Calle Metacal, 6 / Calle Ametzola, 14
- Calle Fuenlabrada
- Interior de la estación

## Conexiones
- Interconexión entre L1 y L2
- Etxebarri Bus